# Jean Rossius

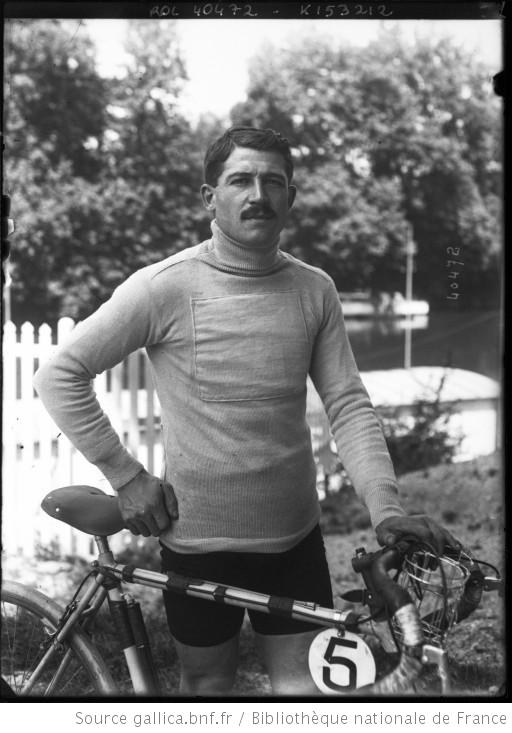
Jean Rossius, 1914

Jean Rossius (* 27. Dezember 1890 in Cerexhe-Heuseux; † 2. Mai 1966 in Lüttich) war ein belgischer Radrennfahrer.
1912 gewann Jean Rossius das Straßenradrennen Lüttich–Bastogne–Lüttich in der Klasse der Unabhängigen. 1913 wurde er Profi und fuhr Rennen bis 1930. 1919 wurde er Belgischer Meister im Straßenrennen, nachdem er 1913 schon den dritten Platz belegt hatte.
Siebenmal nahm Rossius an der Tour de France teil und gewann insgesamt fünf Etappen. Viermal musste er aufgeben, 1914 belegte er den vierten, 1920 den siebten und 1922 den neunten Platz in der Gesamtwertung. 1922 siegte er im Rennen Paris–Saint-Étienne.